# Naturalis obligatio
A naturalis obligatio vagy csonka kötelem a polgári jogban olyan kötelem, amelynek követelései érvényes szerződésből fakadnak, de a követelések állami – bírói – úton való kikényszerítésére nincs lehetőség. A jog az önkéntes szolgáltatást tudomásul veszi, gazdagító jogcímként elismeri.

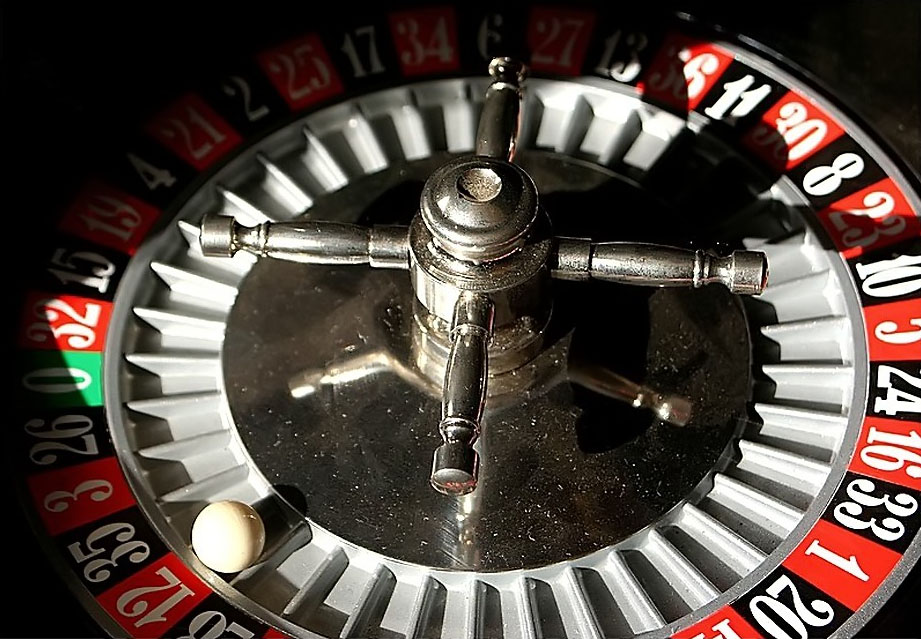
A rulett játékhoz nyújtott kölcsön is naturalis obligatiónak tekinthető

## A római jogban
A naturalis obligatio a római jogban, eredetileg csak hatalomalattiak peresíthetetlen kötelme – női családtagok, rabszolgák (a deliktuális kötelmek azonban mindig civilis obligatiók) és családon belül a filius familias kötelme volt. Később azonban minden olyan kötelem naturalis obligatiónak minősült, amelyet nem lehetett peresíteni. Ha önként visszaadta ill. kifizette, úgy azt nem lehetett sem ajándékozásnak, sem tartozatlan fizetésnek tekinteni, tehát ezt később nem lehetett visszakövetelni. Ezenkívül lehetett beszámítással élni és megerősíteni zálogjoggal, kezességgel, tartozás elismeréssel, novatioval (ez már perelhető), és civilis obligatióvá is alakítható. A naturalis obligatio romanista felfogásának hatása figyelemre méltó a modern kor feldolgozásaiban a obligation naturelle témájában. A klasszikus francia doktrínában valójában nem képzelhető el egy már létező (és már nem kikényszeríthető) polgári kötelezettségtől elválasztott természetes kötelezettség.

## A hatályos magyar jogban
Bírósági úton nem lehet érvényesíteni
- a játékból vagy fogadásból eredő követeléseket, kivéve, ha a játékot vagy fogadást állami engedély alapján bonyolítják le,
- kifejezetten játék vagy fogadás céljára ígért vagy adott kölcsönből eredő követeléseket, illetve
- azokat a követeléseket, amelyek állami szerv útján való érvényesítését jogszabály kizárja.[2]

Az állam a szerencsejátékok jelentős részét megengedi, eltűri, de nem tekinti olyan gazdasági vagy erkölcsi célúnak, amely megindokolná jogi védelmüket, így a bírói utat elzárja ezen követelések érvényesítése elől (pl. nyúlfuttatásnál történő fogadás stb.)
Ha az állam engedélyezi a szerencsejátékot, akkor az abból eredő igények kikényszerítését is biztosítja (pl.: lottó, totó stb.)
A tiltott szerencsejátékok (itt a piros, hol a piros, harci kutyák viadala) folytatása jogszabályba ütközik, ennélfogva érvénytelen, a szerződéskötés előtti helyzetet kell visszaállítani.
A jog meg kívánja akadályozni, hogy a játékszenvedély a játékost anyagi erejét meghaladó költekezésre vezesse, ezért a játék vagy fogadás céljára adott kölcsön visszafizetésének kikényszerítését még akkor sem ismeri el, ha engedélyezett játék céljára adták.

### Érvényesítése
A bírósági úton nem érvényesíthető követelés biztosítására kötött szerződés semmis, az önkéntes teljesítést azonban nem lehet visszakövetelni. Azt, hogy a követelés bírósági úton nem érvényesíthető, hivatalból kell figyelembe venni.